# Frank McKinney
Frank Edward McKinney junior (Indianapolis, 3 november 1938 – Indianapolis, 11 september 1992) was een Amerikaans zwemmer.

## Biografie
McKinney won op 16-jarige leeftijd tijdens de Pan-Amerikaanse Spelen 1955 in Mexico-Stad de gouden medaille op de 100 meter rugslag en de 4×100 meter wisselslag.
Een jaar later tijdens de Olympische Zomerspelen van Melbourne won hij de bronzen medaille op de 100 meter rugslag.
Tijdens de Pan-Amerikaanse Spelen 1959 in Chicago prolongeerde McKinney zijn titels op de 100 meter rugslag en de 4×100 meter wisselslag.
Tijdens de Olympische Zomerspelen van 1960 won McKinney de gouden medaille op de 4×100 meter wisselslag in een wereldrecord en won hij de zilveren medaille op de 100 meter rugslag.
McKinney overleed in 1992 bij een vliegtuigongeluk.

## Internationale toernooien
| Jaar | Olympische Spelen                  | Pan-Amerikaanse Spelen                   |
| ---- | ---------------------------------- | ---------------------------------------- |
| 1955 |                                    | 100 m vrije rugslag · 4×200 m rugslag    |
| 1956 | 100 m rugslag                      |                                          |
| 1957 |                                    |                                          |
| 1958 |                                    |                                          |
| 1959 |                                    | 100 m vrije rugslag · 4×100 m wisselslag |
| 1960 | 4×100 m wisselslag · 100 m rugslag |                                          |

1960: McKinney, Hait, Larson, Farrell ·
1964: Mann, Craig, Schmidt, Clark ·
1968: Hickcox, McKenzie, Russell, Walsh ·
1972: Stamm, Bruce, Spitz, Heidenreich ·
1976: Naber, Hencken, Vogel, Montgomery ·
1980: Kerry, Evans, Tonelli, Brooks ·
1984: Carey, Lundquist, Morales, Gaines ·
1988: Berkoff, Schroeder, Biondi, Jacobs ·
1992: Rouse, Diebel, Morales, Olsen ·
1996: Rouse, Linn, Henderson, Hall ·
2000: Krayzelburg, Moses, Crocker, Hall ·
2004: Peirsol, Hansen, Crocker, Lezak ·
2008: Peirsol, Hansen, Phelps, Lezak ·
2012: Grevers, Hansen, Phelps, Adrian ·
2016: Murphy, Miller, Phelps, Adrian  ·
2020: Murphy, Andrew, Dressel, Apple  ·
2024: Xu, Qin, Sun, Pan